# سیارک ۱۱۴۰۲۵
سیارک ۱۱۴۰۲۵ (به انگلیسی: 114025 Krzesinski، نامگذاری:2002UC63)۱۱۴۰۲۵مین سیارک کشف شده‌است که در ۳۰ اکتبر ۲۰۰۲ کشف شد.